# Župnija Šmarje - Sap
Župnija Šmarje - Sap je rimskokatoliška teritorialna župnija Dekanije Grosuplje Nadškofije Ljubljana.
Župnijska cerkev je posvečena Marijinemu rojstvu.

## Matične knjige
Arhiv Nadškofije Ljubljana hrani naslednje matične knjige župnije Šmarje-Sap:
- Krstne knjige: 1645-48*, 1650-60*, 1675-95, 1695-1719, 1720-49, 1750-70, 1771-90, 1793-1812, 1812-31, 1832-57, 1858-88, 1888-1911*, 1888-99 dvojnik, 1899-1911 dvojnik, In 1645-1719, In 1720-92, In 1832-75, In RM 1793-1829
- Poročne knjige: 1675-1728*, 1728-70, 1770-93, 1793-1812, 1812-16, 1816-60, In 1674-1770, In 1771-1875
- Mrliške knjige: 1675-91*, 1760-70, 1770-93, 1793-1812, 1812-38, 1839-61, 1862-1907, In 1675-1793, In 1830-75

### Farne spominske plošče
V župniji so postavljene Farne spominske plošče, na katerih so imena vaščanov iz okoliških vasi, ki so padli nasilne smrti na protikomunistični strani v letih 1942-1945. Skupno je na ploščah 48 imen.